# Cerkiew Zaśnięcia Najświętszej Maryi Panny w Ponikwach
Cerkiew Zaśnięcia Najświętszej Maryi Panny – prawosławna cerkiew parafialna w Ponikwach na Białorusi, w dekanacie kamienieckim eparchii brzeskiej i kobryńskiej Egzarchatu Białoruskiego Patriarchatu Moskiewskiego. Świątynia znajduje się w centrum wsi.

## Historia
Cerkiew zbudowano w 1791 r. z drewna, a w 1912 r. zrekonstruowano.

## Architektura
Świątynia została zbudowana w stylu regionalnym z drewna pomalowanego na niebiesko, orientowana. Na dzwonnicy i w centralnej części osadzone są kopuły (element stylu bizantyjsko-rosyjskiego). Nad wejściem widnieje ikona patronalna. Dach jest dwuspadowy wykonany z blachy. W tylnej części znajduje się apsyda z trójspadowym dachem zwieńczonym małą kopułką. Na elewacji cerkwi rozmieszczone są białe zdobienia. Teren cerkiewny otacza biały mur.

## Wnętrze
We wnętrzu stoi drewniany dwurzędowy ikonostas z pozłacanymi ikonami. Ściany świątyni zostały pomalowane na niebiesko. Nad wejściem mieści się chór podpierany dwoma drewnianymi filarami. W cerkwi zachowały się ikony z przełomu XVII i XVIII wieku: Zaśnięcia Bogurodzicy, dwie Hodigitrie, św. Barbary.